# Spånggölen
Spånggölen är en sjö i Askersunds kommun i Närke och ingår i Motala ströms huvudavrinningsområde. Sjöns area är 0,005 kvadratkilometer och den befinner sig 148 meter över havet.